# Bambusa rangaensis
Bambusa rangaensis är en gräsart som beskrevs av Borthakur och Barooah. Bambusa rangaensis ingår i släktet Bambusa och familjen gräs. Inga underarter finns listade i Catalogue of Life.